# El Durazno, Michoacán de Ocampo
El Durazno är en ort i Mexiko.   Den ligger i kommunen Uruapan och delstaten Michoacán de Ocampo, i den södra delen av landet, 300 km väster om huvudstaden Mexico City. El Durazno ligger 1 629 meter över havet och antalet invånare är 264.
Terrängen runt El Durazno är huvudsakligen kuperad, men åt nordost är den platt. Runt El Durazno är det tätbefolkat, med 286 invånare per kvadratkilometer. Närmaste större samhälle är Uruapan, 7,0 km nordost om El Durazno. I omgivningarna runt El Durazno växer huvudsakligen savannskog.